# Phytocoris quercicola
Phytocoris quercicola är en insektsart som beskrevs av Knight 1920. Phytocoris quercicola ingår i släktet Phytocoris och familjen ängsskinnbaggar. Inga underarter finns listade i Catalogue of Life.